# 北方钢铁
北方钢铁（俄语：Северсталь，也可音译为“谢韦尔钢铁”）是俄罗斯四大钢铁公司之一。实际控制人为阿列克谢·莫尔达绍夫。阿列克謝·莫爾達紹夫在《福布斯》2019年全球億萬富豪榜中名列第48位，資產達到205億美元。

## 历史
1930年代初期，苏联在科拉半岛发现了铁矿石，在伯朝拉发现了煤炭。 1940年苏联政府发布法令《在苏联西北部建设钢铁企业》，开始在列宁格勒-斯维尔德洛夫斯克的北方铁路与伏尔加河交汇的切列波韋茨建厂。1955年8月24日一号高炉投产。1958年一号平炉投产。1960年初札机投产。1963年基本建成。随后持续扩建改建。1980年代初，年产能为生铁900万吨，钢1200万吨和钢材1000万吨。
1993年9月24日俄罗斯总统叶利钦发布命令，国有的[切列波韋茨钢铁联合体改组为开放股份的北方钢铁公司并私有化。
2005年2月10日，北方钢铁购并了意大利卢基尼钢铁公司60%股权。2010全额控股。